# Quadro de medalhas dos Jogos Olímpicos de Verão de 1900
Este é o Quadro de medalhas dos Jogos Olímpicos de Verão de 1900, realizados em Paris, França. O ordenamento é feito pelo número de medalhas de ouro, estando as medalhas de prata e bronze como critérios de desempate em caso de países com o mesmo número de ouros. Se, após esse critério, os países continuarem empatados, posicionamento igual é dado e eles são listados alfabeticamente. Este é o sistema utilizado pelo Comitê Olímpico Internacional.

## Países participantes
- GER Alemanha
- ARG Argentina

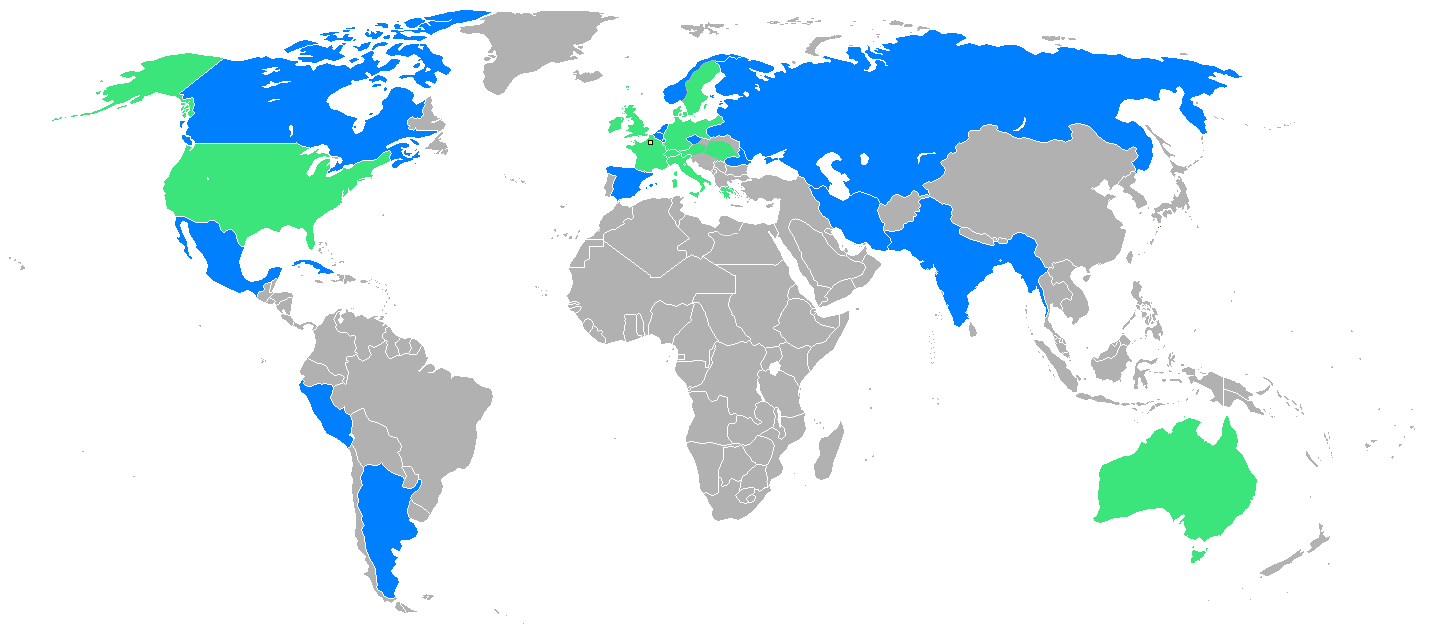
Países participantes das Olimpíadas de 1900. Países em azul</font color> participaram pela primeira vez de uma Olimpíada e os países em verde</font color> já haviam participado.

- AUS Austrália (Grã Bretanha e Irlanda)
- AUT Áustria ( Áustria-Hungria)
- BEL Bélgica
- BOH Boêmia (atual Chéquia)
- CAN Canadá
- CUB Cuba (na época sob ocupação americana)
- DEN Dinamarca
- ESP Espanha
- USA Estados Unidos
- FRA França
- GBR Grã-Bretanha e Irlanda
- GRE Grécia
- HAI Haiti
- HUN Hungria ( Áustria-Hungria)
- IND Índia (Grã Bretanha e Irlanda)
- IRI Irã (na época, conhecido como Pérsia)
- LUX Luxemburgo
- MEX México
- NOR Noruega (Suécia-Noruega)
- NED Países Baixos
- PER Peru
- ROM Romênia
- RU1 Império Russo
- SWE Suécia (Suécia-Noruega)
- SUI Suíça

## Quadro de medalhas
| Ordem | País               | Medalha de ouro | Medalha de prata | Medalha de bronze |     |
| ----- | ------------------ | --------------- | ---------------- | ----------------- | --- |
| 1     | FRA França         | 26              | 41               | 34                | 101 |
| 2     | USA Estados Unidos | 19              | 14               | 14                | 47  |
| 3     | GBR Grã-Bretanha   | 15              | 6                | 9                 | 30  |
| 5     | ZZX Equipa mista   | 6               | 3                | 3                 | 12  |
| 5     | SUI Suíça          | 6               | 2                | 1                 | 9   |
| 6     | BEL Bélgica        | 5               | 5                | 5                 | 15  |
| 7     | GER Alemanha       | 4               | 2                | 2                 | 8   |
| 8     | ITA Itália         | 2               | 1                |                   | 3   |
| 9     | AUS Austrália      | 2               |                  | 3                 | 5   |
| 10    | DEN Dinamarca      | 1               | 3                | 2                 | 6   |
| 10    | HUN Hungria        | 1               | 3                | 2                 | 6   |
| 12    | CUB Cuba           | 1               | 1                |                   | 2   |
| 13    | CAN Canadá         | 1               |                  | 1                 | 2   |
| 14    | ESP Espanha        | 1               |                  |                   | 1   |
| 15    | AUT Áustria        |                 | 3                | 3                 | 6   |
| 16    | NOR Noruega        |                 | 2                | 3                 | 5   |
| 17    | IND Índia          |                 | 2                |                   | 2   |
| 18    | NED Países Baixos  |                 | 1                | 3                 | 4   |
| 19    | BOH Boêmia         |                 | 1                | 1                 | 2   |
| 20    | MEX México         |                 |                  | 1                 | 1   |
| 20    | SWE Suécia         |                 |                  | 1                 | 1   |